# 黃斑圓刺魨
黃斑圓刺魨（学名：Cyclichthys spilostylus）為輻鰭魚綱魨形目四齒魨亞目二齒魨科的其中一種，為熱帶海水魚，分布於印度西太平洋區，從紅海至菲律賓，北起日本，南迄澳洲、新喀里多尼亞；東太平洋加拉巴哥群島海域，棲息深度3-90公尺，體長可達34公分，棲息在沿岸礁石區，夜行性，以有硬殼的軟體動物為食，生活習性不明。

## 扩展阅读
維基物種上的相關：黃斑圓刺魨